# Xinhua, Shijiazhuang
Xinhua är ett stadsdistrikt i provinshuvudstaden Shijiazhuang i Hebei-provinsen i norra Kina. Det ligger omkring 260 kilometer sydväst om huvudstaden Peking. 
1. ↑  http://www.geohive.com/cntry/cn-13.aspx